# 莱塞科尔斯
莱塞科尔斯（法語：Les Écorces，法語發音：[le.z‿ekɔʁs]）是法国杜省的一个市镇，属于蒙贝利亚尔区。该市镇总面积9.51平方公里，2009年时的人口为620人。

## 人口
莱塞科尔斯人口变化图示